# Dhamanagar
Dhamanagar là một thị xã và là nơi đặt ủy ban khu vực quy hoạch (notified area committee) của quận Bhadrak thuộc bang Orissa, Ấn Độ.

## Nhân khẩu
Theo điều tra dân số năm 2001 của Ấn Độ, Dhamanagar có dân số 18.555 người. Phái nam chiếm 51% tổng số dân và phái nữ chiếm 49%. Dhamanagar có tỷ lệ 52% biết đọc biết viết, thấp hơn tỷ lệ trung bình toàn quốc là 59,5%: tỷ lệ cho phái nam là 61%, và tỷ lệ cho phái nữ là 43%. Tại Dhamanagar, 15% dân số nhỏ hơn 6 tuổi.